# Növelő elem
A növelő elem a matematika absztrakt algebra nevű ágában egy félcsoport-elméleti fogalom; egy félcsoportelem akkor növelő, ha vele a félcsoport egy jól megválasztott valódi részhalmazának elemeit szorozgatva, a félcsoport minden eleme előáll ilyen szorzatként. Azaz bizonyos elemeket elhagyva a félcsoportból, a maradék, „kevesebb” elemből (a részhalmazból) is „visszakapható” az egész félcsoport, ha a növelő elemmel szorozzuk őket.

## Definíciók

### Balnövelő elem
Legyen (S, ¤) félcsoport. Az n∈S elemet balnövelő elemnek nevezzük, ha van a tartóhalmaznak olyan T⊂S valódi részhalmaza, melyre teljesül

tehát ha van az elemhez olyan komplexus, melyet balról szorozva, az eredmény „kiadja a teljes félcsoportot” (a tartóhalmazt). Nevezzük e valódi részhalmazokat az S n szerinti őseinek; ha pedig s = nt és t∈T, akkor t-t az s∈S egy n szerinti ősének.
Az összes balnövelő elem halmaza, ha ez nem üres halmaz – pontosabban e halmaz és a félcsoportművelet (S(b), ¤) párosa – az S félcsoport egy rész-félcsoportját alkotja (ld. itt), ezt az (S, ¤) félcsoport balnövelő részfélcsoportjának nevezzük és S(b)-vel jelölhetjük. A formális definíció pedig:

### Jobbnövelő elem
Legyen (S, ¤) félcsoport. Az n∈S elemet jobbnövelő elemnek nevezzük, ha van a tartóhalmaznak olyan T⊂S valódi részhalmaza, melyre teljesül

tehát ha van az elemhez olyan komplexus, melyet jobbról szorozva, az eredmény „kiadja a teljes félcsoportot” (a tartóhalmazt). Nevezzük e valódi részhalmazokat az S n szerinti őseinek; ha pedig s=tn és t∈T, akkor t-t az s∈S egy n szerinti ősének.
Az összes jobbnövelő elem halmaza, ha ez nem üres halmaz – pontosabban e halmaz és a félcsoportművelet (S(b), ¤) párosa –  – az S félcsoport egy rész-félcsoportját alkotja (ld. itt), ezt az (S, ¤) félcsoport jobbnövelő részfélcsoportjának nevezzük és S(j)-vel jelölhetjük. A formális definíció pedig:

### Növelő elem
Az (S,¤) félcsoport egy n∈S eleme növelő elem, ha vagy balnövelő, vagy pedig jobbnövelő elem. A kettő együtt nem lehetséges, ld. itt.

## Motiváció és történet
A növelő elemek fogalmát J. Sz. Ljapin szovjet matematikus vezette be az 1950-es években (növelő elemekkel is kapcsolatos dolgozatainak megjelenési évszámai: 1953, 1958, 1960). Ő mutatott példát olyan félcsoportra is, melynek van növelő eleme (egy ilyen példa: itt); ilyet keresni egyébként nem „triviális” feladat (mivel például elég egyszerűen belátható, hogy „szép struktúrákban”: csoportokban, valamint reguláris, kommutatív vagy véges félcsoportokban, nincs növelő elem; ld. itt).

## Példa
A növelő elemmel rendelkező félcsoportok közül legfontosabb az a szép szerkezetű („biciklikus”), ℕ×ℕ tartóhalmazú félcsoport, melyet a Clifford–Preston-féle félcsoportelméleti monográfia szerzői biciklikus félcsoportnak kereszteltek.
Megkonstruálásához felhasználjuk az ún. rámpafüggvényt, ami a következőképp definiálható valós függvény:
Legyen Q, a félcsoport tartóhalmaza:
Definiáljuk a · félcsoportműveletet a következőképp:
Legyen a félcsoport (Q, ·).
Bevezetve a következő jelöléseket három speciális elemre:
belátható, hogy a Q félcsoportban bármely a∈ℕ-re (a,0) = Ba elem jobbnövelő elem, és bármely b∈ℕ-re (0,b) = Jb elem balnövelő elem.
Belátható a szorzás asszociativitása.
A biciklikus félcsoport a növelő elemekkel rendelkező egységelemes félcsoportok következő egyszerű jellemzését adja:

Tétel: Ha az (S,¤, eS) egységelemes félcsoport n eleme balnövelő, akkor tartalmaz a (Q,·) félcsoporttal izomorf rész-félcsoportot, részletesebben: ahhoz, hogy n balnövelő legyen, szükséges és elégséges olyan P≤S létezése, hogy P≅Q a φ izomorfizmussal, és φ(eQ) = eS és φ(0,1) = n. Hasonló tétel igaz egységelemes félcsoport jobbnövelő elemeire.

## Egyszerűbb algebrai tulajdonságok

### A fogalom antiszimmetriája
Tétel: Egy (S,¤) félcsoportban bármely elem vagy balnövelő, vagy jobbnövelő elem, de egyszerre mindkettő nem lehet.
- Tegyük fel, hogy n∈S bal- és jobbnövelő elem is egyszerre, ekkor vannak olyan T és U valódi részhalmazai S-nek (T,U⊂S), melyekre nT=S=Un. Tehát bármely s∈S-re, kell legyen olyan t∈T és olyan u∈U, hogy nt = s = un. Azaz „bármely félcsoportelem előáll nt alakban” és „bármely félcsoportelem előáll un alakban”. Belátjuk, hogy ilyen feltételekkel U nem valódi részhalmaza S-nek.

1. A fenti megállapítás alapján „n is előáll  nt alakban”, azaz van olyan tn∈T, hogy n = ntn legyen.
2. Ekkor végigszorozva S elemeit tn-nel jobbról adódik, hogy tn jobb oldali egységeleme S-nek, ugyanis ∀s∈S: stn = (un)tn = u(ntn) = un = s, vagyis a tn-nel jobbról való szorzás helybenhagyja S minden elemét, így ez valóban jobb oldali egységelem S-ben.[3]
3. Minthogy n balnövelő elem, n-hez van olyan v∈T, hogy tn = nv.
4. Mivel tn jobb oldali egységeleme S-nek, ezért részhalmazának, U-nak is, így Utn = U. Ezért Sv = (Un)v = U(nv) = Utn = U.
5. Másrészt mindenképp ∀x∈S: S⊇Sx (hisz az S alaphalmaznak „minden” a részhalmaza), ezért Sv⊇(Sx)v (ha m∈(Sx)v, azaz m = sxv (ahol s∈S); akkor persze sx = s'∈S-sel m = s'v∈Sv is igaz); ezért S⊇Sn.
6. Innen viszont Sv ⊇ (Sn)v = S(nv) = Stn = S is igaz, azaz U = Sv ⊇ S. Ez azt jelenti, hogy S része egy valódi részének, ami nem lehetséges. Így U nem lehet valódi része S-nek, tehát n nem jobbnövelő.

- - Ezzel a tételt beláttuk ■.

### Véges, kommutatív és reguláris félcsoportban nincs növelő elem
Tétel: Véges félcsoportban nincs növelő elem.
- Ugyanis az (S,¤) félcsoport tetszőleges T valódi részhalma és bármely n∈S eleme esetén nT (és Tn egyaránt) valódi részhalmaza S-nek, hiszen legfeljebb ugyanannyi elemet tartalmaz, mint T (a t1-hez az nt1, a t2-höz az nt2, … , a tk-hoz az ntk elemet |T| = k esetén, és ezek az nT-beli elemek is csak abban a legjobb esetben vannak k-an, ha injektív az f: T↦nT; f(t)=nt leképezés; mert egyébként kevesebben); így nem lehet egyenlő S-sel ■.

Tétel: Kommutatív félcsoportban nincs növelő elem.
- Ugyanis legyen (S,¤) kommutatív, tehát tetszőleges a,b∈S-re ab = ba. Ekkor tehát ha n balnövelő elem, ∃T⊂S: nT=S, ám a kommutativitás miatt ekkor Tn=S is, azaz n egyúttal jobbnövelő is. Ez azonban a fogalom antiszimmetriája miatt, ti. hogy egy elem egyszerre balnövelő és jobbnövelő nem lehet, t nem lehetséges, ezért n nem lehet balnövelő. Hasonlóan látható be, hogy nincs S-ben jobbnövelő elem sem ■.

Tétel: Reguláris félcsoportban nincs növelő elem. Részletesen: Jobbreguláris félcsoportban nincs jobbnövelő elem, balreguláris félcsoportban nincs balnövelő elem.
- Ugyanis legyen (S,¤) jobbreguláris, azaz bármely elemekre érvényes a jobbról való egyszerűsítés szabálya, tehát tetszőleges a,b,c∈S-re ac = bc esetén a = b. Ekkor tehát ha n jobbnövelő elem, ∃T⊂S: Tn = S. Mivel T⊂S, azért S\T nem üres, vagyis van olyan x∈S, hogy x∉T. Ekkor (xn)∈S miatt ∃t∈T: xn = tn. A jobbregularitás miatt ekkor x = t. Ám x∉T, míg t∉T, s ezen ellentmondás miatt nemlétezhet ilyen x, tehát S\T=∅, azaz S = T, s emiatt n nem jobbnövelő elem. Hasonlóan látható be, hogy balreguláris félcsoportban nincs balnövelő elem, mindezekből pedig következik, hogy bal- és jobbreguláris, azaz reguláris félcsoportban egyáltalán semmiféle növelő elem sincs. ■.

Minthogy a csoportok reguláris félcsoportok, és reguláris csoportban nincs növelő elem, ezért csoportban sincs növelő elem; így a csoportelmélethez képest a félcsoportok elmélete gazdagabb e fogalommal.

### Növelő elemek és invertálhatóság
A növelő elem és az invertálható elem fogalmai félcsoportokban a következő kapcsolatban vannak:

Tétel: az (S,¤) félcsoport S(b)-beli, tehát balnövelő elemei S-ben jobbról invertálhatóak, de balról nem; míg S(j)-beli, tehát jobbnövelő elemei S-ben balról invertálhatóak, de jobbról nem.
A fenti tétel általában nem megfordítható, neutrális elemes (egységelemes) félcsoportokra korlátozódva azonban igen:

Tétel: az (S,¤) egységelemes félcsoport S(b)-beli, tehát balnövelő elemei pontosan az S-beli jobbról invertálható, de balról nem invertálható elemek; míg S(j)-beli, tehát jobbnövelő elemei pontosan az S-beli balról invertálható, de jobbról nem invertálható elemek.